# Мутворан
Мутворан (хрв. Mutvoran, итал. Momarano) је насељено место у општини Марчана, Истарска жупанија, Хрватска.

## Историја
До територијалне реорганизације у Хрватској био је у саставу старе општине Пула.

## Становништво
У попису становништва из 2011. године, Мутворан је имао 25 становника.
| Број становника према пописима | Број становника према пописима | Број становника према пописима | Број становника према пописима | Број становника према пописима | Број становника према пописима | Број становника према пописима | Број становника према пописима | Број становника према пописима | Број становника према пописима | Број становника према пописима | Број становника према пописима | Број становника према пописима | Број становника према пописима | Број становника према пописима | Број становника према пописима |
| ------------------------------ | ------------------------------ | ------------------------------ | ------------------------------ | ------------------------------ | ------------------------------ | ------------------------------ | ------------------------------ | ------------------------------ | ------------------------------ | ------------------------------ | ------------------------------ | ------------------------------ | ------------------------------ | ------------------------------ | ------------------------------ |
| 1857                           | 1869                           | 1880                           | 1890                           | 1900                           | 1910                           | 1921                           | 1931                           | 1948                           | 1953                           | 1961                           | 1971                           | 1981                           | 1991                           | 2001                           | 2011                           |
| 0                              | 0                              | 41                             | 49                             | 60                             | 84                             | 0                              | 0                              | 81                             | 77                             | 63                             | 57                             | 39                             | 32                             | 23                             | 25                             |

Напомена: Године 1857, 1869, 1921. и 1931. подаци су садржани у насељу Крница. Од 1880. до 1900. исказивано под именом Моморан, а 1910. под именом Морморан. Године 1880, 1890. и 1910. исказивано као део насеља.